# Quantum praedecessores
Quantum praedecessores (în traducere, literalmente „ca și predecesorii lor”) este o bulă papală eliberată la 1 decembrie 1145 de către Papa Eugen al III-lea, care chema la o a doua cruciadă. Acesta a fost prima bulla având drept subiect o cruciadă.
Bula a fost emisă ca răspuns la căderea Edessei⁠(en)[traduceți], în decembrie 1144, sub loviturile musulmanilor conduși de Zengi. Pelerinii din Orient au adus vestea despre căderea orașului cruciat în Europa în cursul anului 1145, iar ambasadori din Principatul Antiohiei, Regatul Ierusalimului și Regatul armean al Ciliciei au sosit în curând direct la curtea papală din Viterbo. Hugo, episcopul de Jabala, una dintre diecezele Bisericii latine a Ierusalimului, a fost printre cei care au transmis vestea.